# Héctor Tobar
Héctor Tobar (Los Angeles, 1963) è uno scrittore e giornalista statunitense.

## Biografia
Nato a Los Angeles nel 1963 da immigrati originari del Guatemala, ha compiuto gli studi all'Università della California - Santa Cruz e ha conseguito un Master of Fine Arts all'Università della California - Irvine.
Ha lavorato per un ventennio nella redazione del Los Angeles Times ricoprendo negli anni diversi ruoli, dal reporter cittadino al corrispondente estero fino all'editorialista culturale.
Ha esordito nella narrativa nel 1998 con il romanzo The Tattooed Soldier e in seguito ha pubblicato altri 2 romanzi e 3 opere di saggistica. Le sue opere sono state tradotte in 15 lingue.

## Opere

### Romanzi
- The Tattooed Soldier (1998)
- L'estate dei barbari (The Barbarian Nurseries, 2011), Torino, Einaudi, 2012 traduzione di Marco Rossari ISBN 978-88-06-20864-6.
- The Last Great Road Bum (2020)

### Saggi
- Translation Nation: Defining a New American Identity in the Spanish-Speaking United States (2005)
- La montagna del tuono e del dolore (Deep Down Dark: The Untold Stories of 33 Men Buried in a Chilean Mine, and the Miracle That Set Them Free, 2014), Milano, Mondadori, 2015 traduzione di Andrea Silvestri ISBN 978-88-04-65080-5.
- Our Migrant Souls: A Meditation on the Meanings and Myths of "Latino"

## Adattamenti cinematografici
- The 33, regia di Patricia Riggen (2015)

## Premi e riconoscimenti

### Vincitore
Premio Pulitzer per il miglior giornalismo di ultim'ora
- 1993 assieme allo staff del Los Angeles Times per la copertura della Rivolta di Los Angeles[5]

Kirkus Prize
- 2023 nella categoria narrativa con Our Migrant Souls: A Meditation on the Meanings and Myths of "Latino"[6]

Guggenheim Fellowship
- 2023[7]